# Окипета
Окипета („вихор“) је у грчкој митологији била једна од Харпија.

## Митологија
Према једном предању, пошто су Харпије казниле трачког краља Финеја, Калеј и Зет, Борејини синови, гонили су Харпије и Окипета је коначно пала изморена на Ехинадска острва, која се од тада називају Строфадима.

## Друге личности
Окипета је била и једна од Данаида. Према Аполодору, била је Пиеријина кћерка, а њен супруг је био Ламп.